# جرج دیویس سنل
جرج دیویس سنل (انگلیسی: George Davis Snell؛ زاده ۱۹ دسامبر ۱۹۰۳ درگذشته ۶ ژوئن ۱۹۹۶) یک دانشمند در زمینه ژنتیک و ایمنی‌شناسی اهل ایالات متحده آمریکا بود.